# Lidia Gotschalk
Lidia Gotschalk (ur. 18 maja 1939 w Stawkach na Mazurach) – siostra diakonisa i przełożona żeńskiego Diakonatu Kościoła Ewangelicko-Augsburskiego „Eben-Ezer” w Dzięgielowie koło Cieszyna.

## Życiorys
W 1957 rozpoczęła służbę w Diakonacie Żeńskim „Eben-Ezer” w Dzięgielowie. Pracowała wtedy w Domu Sióstr oraz w Domu Opieki na Szczukówce. Ukończyła kurs pielęgniarski w 1959,  pracowała w Szpitalu Śląskim w Cieszynie do 1975. 15 listopada 1959 została „czepkowana” na siostrę próbną i otrzymała diakonackie imię Lidia. W dniu 29 grudnia 1980 została wybrana przez Radę Sióstr przełożoną jedynego w Polsce Diakonatu ewangelickiego „Eben-Ezer”, założonego przez ks. Karola Kulisza. Instalowana na to stanowisko została dnia 5 kwietnia 1981 r. Jej poprzedniczką była Danuta Gerke.
Siostra Gotschalk była także członkinią Synodu Kościoła.
Służba Lidii Gotschalk jako przełożonej diakonatu zakończyła się w roku 2009, kiedy do urzędu przełożonej wprowadzona została Ewa Cieślar. W 2005 wyróżniono ją odznaczeniem Ecce Homo za nieustanne proklamowanie dobra słowem i czynem oraz łączenie pomocy medycznej z duchową. W uznaniu jej działalność w 2018 otrzymała także Złotą Odznakę „Za Zasługi dla Województwa Śląskiego".